# Valentiniánská dynastie

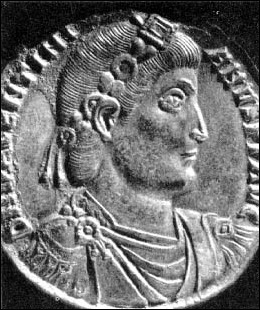
Mince Valentiniana I., císaře Západořímské říše v letech 364 až 375

Valentiniánská dynastie byla císařská dynastie vládnoucí římské říši ve druhé polovině 4. století. Jejím zakladatelem se stal Valentinianus I., vojenský důstojník původem z Panonie, jehož v roce 364 zvolila armáda římským císařem. O vládu nad rozlehlým impériem se podělil se svým bratrem Valentem, kterému svěřil do správy východní provincie, zatímco sám si ponechal kontrolu nad západem. Po Valentinianovi převzali vládu na západě jeho synové Gratianus a Valentinianus II. Gratianus se oženil s Constantií, dcerou Constantia II., jejímž prostřednictvím se valentiniánský rod spojil s konstantinovskou dynastií. Když Valens přišel roku 378 o život v bitvě u Adrianopole, Gratianus ustavil východním císařem Theodosia I., jímž začala vláda theodosiovské dynastie. Protože Theodosius uzavřel manželství s Gallou, dcerou Valentiniana I., někteří moderní badatelé tyto dva rody slučují a společně je nazývají valentiniánsko-theodosiovská dynastie.

## Přehled císařů
- Valentinianus I., na západě v letech 364–375
- Valens, na východě v letech 364–378
- Gratianus, na západě v letech 375–383 (formálně již od 367)
- Valentinianus II., na západě v letech 375–392